# Concerto pour piano de Scriabine
Le Concerto pour piano en fa dièse mineur, op. 20 est une œuvre du compositeur russe Alexandre Scriabine, composée en 1896.
Il fut créé le 23 octobre 1897 à Odessa par le compositeur lui-même, sous la direction de Vassili Safonov.

## Histoire

### Contexte
Ce concerto a été composé à l’automne 1896, alors qu’Alexandre Scriabine n’avait que 24 ans. C’est tout à la fois son seul concerto et la première œuvre de musique symphonique qu’il compose (si l’on excepte l’Allegro symphonique inachevé, sans numéro d’opus, composé au printemps 1896, publié seulement après la mort du compositeur et dont certains thèmes ont été utilisés pour le Poème divin, future Symphonie no 3 du compositeur). Il écrit ce concerto en quelques jours, mais n’en termine l’orchestration qu’en mai 1897. Le 31 mai 1897, son ami, éditeur et mécène Mitrofan Belaïev, l’informe qu’il éditera l’œuvre et qu’il lui versera à cette occasion la somme de 600 roubles.

### Accueil par ses pairs
Lorsque Liadov et Rimski-Korsakov, membres du Comité de lecture de son éditeur et ami Bélaïev prirent connaissance de ce concerto, et alors même qu’ils furent souvent bienveillants à l’égard de Scriabine, ils le critiquèrent violemment en raison notamment des défauts dans l’orchestration et des erreurs dans la notation musicale. La partition fut de fait révisée par Liadov, Rimski-Korsakov et Taneïev avant d’être publiée.

### Création
Le concerto pour piano de Scriabine a été créé le 23 octobre 1897 par l’auteur à Odessa, sous la direction de Vassili Safonov, directeur du Conservatoire de Moscou. La création de l’œuvre aux États-Unis eut lieu le 20 décembre 1906 par les mêmes, avec l’orchestre de la New York Philharmonic Society.

### Accueil par le public et par la presse

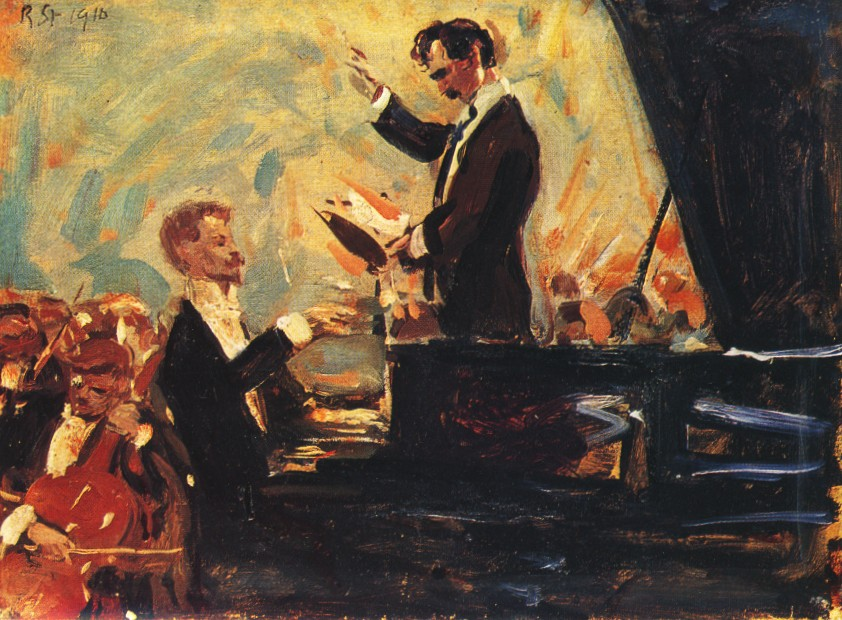
Klavierkonzert mit Alexander Skrjabin unter Leitung von Sergei Kussewitzky de Robert Sterl (1910), Galerie Neue Meister, Dresde.

L’accueil de l’œuvre en Russie fut plutôt favorable. A contrario, l’accueil par les critiques américains fut mitigé, certains lui reconnaissant fraîcheur, originalité et dynamisme, d’autres lui reprochant sa maladresse en matière symphonique ou justement son manque d’originalité.
Scriabine eut l’occasion à plusieurs reprises de jouer son propre concerto, notamment lors de son retour en Russie (après une absence de 6 ans), le 7 février 1910 à Moscou, puis onze fois au printemps 1910, lors d’une tournée de 19 concerts, intitulée « le tour de la Volga ». Le public russe s’est alors montré particulièrement enthousiaste à l’égard du compositeur. De nos jours le concerto ne jouit pas d'une grande popularité en partie à cause d'une orchestration très académique et peu originale.

### Publication
Le concerto fut publié en 1898 par les Éditions Baléïev, dans sa version pour piano et orchestre, puis dans une version pour deux pianos révisée par le compositeur.

## Description et  influences

### Influences
Assez typique des œuvres de jeunesse de Scriabine, le concerto est très marqué par l’influence des œuvres de Chopin sur le compositeur, en particulier par son lyrisme. Pour autant, il accorde une place plus grande à l’orchestre que celle réservée par Chopin dans ses deux concertos.
L’œuvre s’inscrit dans ce que l’on appelle la « première période » de Scriabine (qui s’étend jusqu’en 1903), où prédominent justement les formes traditionnelles, qu'il avait assimilées au cours de son apprentissage au conservatoire, et l’influence de Chopin (et dans une moindre mesure celle de Liszt). D'allure très romantique, il ne laisse pas encore entendre ce que deviendra la musique de Scriabine, dans ses œuvres, innovantes, de la maturité.

### Description
Le concerto est composé, de manière traditionnelle, de trois mouvements. Il met en lumière la richesse de l’imagination pianistique de Scriabine, et le charme de ses lignes mélodiques. Les rythmes complexes, les montées chromatiques et les lignes mélodiques contribuent au caractère russe et mélancolique de l’œuvre.

### Durée et exécution
Le concerto est relativement court (durée d’exécution moyenne : 27 à 28 minutes), mais très exigeant techniquement pour le pianiste, notamment en raison des nombreux arpèges et montées chromatiques rapides. Les changements fréquents de rythme et de tempo et les échanges subtils entre le piano et l’orchestre exigent des répétitions nombreuses avec l’orchestre.

### Orchestration
| Nomenclature du Concerto                                             |
| Cordes                                                               |
| Premiers violons, seconds violons, altos, violoncelles, contrebasses |
| Bois                                                                 |
| 2 flûtes, 1 piccolo, 2 clarinettes en la, 2 bassons 2 hautbois       |
| Cuivres                                                              |
| 4 cors en fa, 2 trompettes en la 3 trombones, 2 trompettes en la     |
| Percussions                                                          |
| Timbales en do et sol                                                |

## Mouvements

### Allegro
L’Allegro suit la forme sonate. Après une courte introduction par l’orchestre, le thème principal est introduit par le piano puis repris par l’orchestre (avec un accompagnement en octaves du piano). Selon un principe compositionnel exposé par Scriabine lui-même, la base qui préside à ce premier mouvement et à l’ensemble du concerto est une suite de notes descendante : mi-ré-do♯ lors de l’exposition du thème. Élément typique du style de Scriabine : les phrases sont longues et les mélodies sont fondées sur des lignes très chromatiques.

### Andante
Le deuxième mouvement commence en fa♯ majeur. Il est inhabituel car construit sur la forme d’un thème et de cinq variations (sur la tonique majeure). L’orchestre introduit le thème. Le piano fait son entrée avec la première variation, accompagnant le thème de l’orchestre sous forme d’arpèges doublés de polyrythmes. La deuxième variation est un Allegro Scherzando plus rapide et marqué, contenant des sauts d’octave à la main gauche. Il fait office de Scherzo. La troisième variation est une marche funèbre Adagio. La quatrième variation est un Allegretto : la clarinette en introduit la mélodie (d’une élégante façon), entrelacée en contrepoint avec le soliste. Le mouvement finit avec le retour du thème à l’orchestre (cinquième variation), presque identique à la première variation, mais avec cette fois le piano en plus.

### Allegro moderato
Le troisième mouvement est rapide, triomphal, en forme de rondo, avec un développement du thème du premier mouvement. Le premier thème est condensé dans les deux premières mesures, suivies d’un trait d’arpèges montants et descendants. L’ensemble revient plusieurs fois avec de subtiles variations. Le deuxième thème est une mélodie mélancolique. La fin reprend le thème principal du premier mouvement, mais en majeur cette fois.

## Discographie sélective
- Heinrich Neuhaus et l′Orchestre symphonique Tchaïkovski de la Radio de Moscou dirigé par Nikolai Golovanov en 1946 (Russian Disc)
- Vladimir Ashkenazy et l′orchestre philharmonique de Londres dirigé par Lorin Maazel en 1971 (Decca Records)
- Alexeï Nasedkin et l′orchestre symphonique de la fédération de Russie dirigé par Evgeny Svetlanov en 1990 (Melodiya)
- Gerhard Oppitz et l′orchestre symphonique de la radio de Francfort dirigé par Dmitri Kitaenko en 1993 (RCA)
- Nikolai Demidenko et l′orchestre symphonique de la BBC dirigé par Alexander Lazarev en 1993 (Hyperion Records)
- Michael Ponti et l’Orchestre Symphonique de Hambourg dirigé par Hans Drewanz en 1994 (Vox/Turnabout)
- Garrick Ohlsson et l’Orchestre philharmonique tchèque dirigé par Libor Pesek en 1996 (Supraphon)
- Konstantin Scherbakov et l’Orchestre symphonique de Moscou dirigé par Igor Golovchin en 1996 (Naxos Records)
- Viktoria Postnikova et l’Orchestre de la Résidence (La Haye) dirigé par Gennady Rozhdestvensky en 1998 (Chandos)
- Anatol Ugorski et l′orchestre symphonique de Chicago dirigé par Pierre Boulez en 1999 (Deutsche Grammophon)
- Andreï Korobeinikov  et l’Orchestre philharmonique de Saint-Pétersbourg dirigé par Mikhail Snitko en 2007 (Olympia Records)
- Yevgeny Sudbin et l'Orchestre philharmonique de Bergen dirigé par Andrew Litton en 2014 (BIS Records)